# Iiyama
Iiyama - 株式会社イーヤマ en japonès - és una empresa tecnològica japonesa fundada el 1972, especialitzada en la fabricació de pantalles LCD amb tecnologia Led.

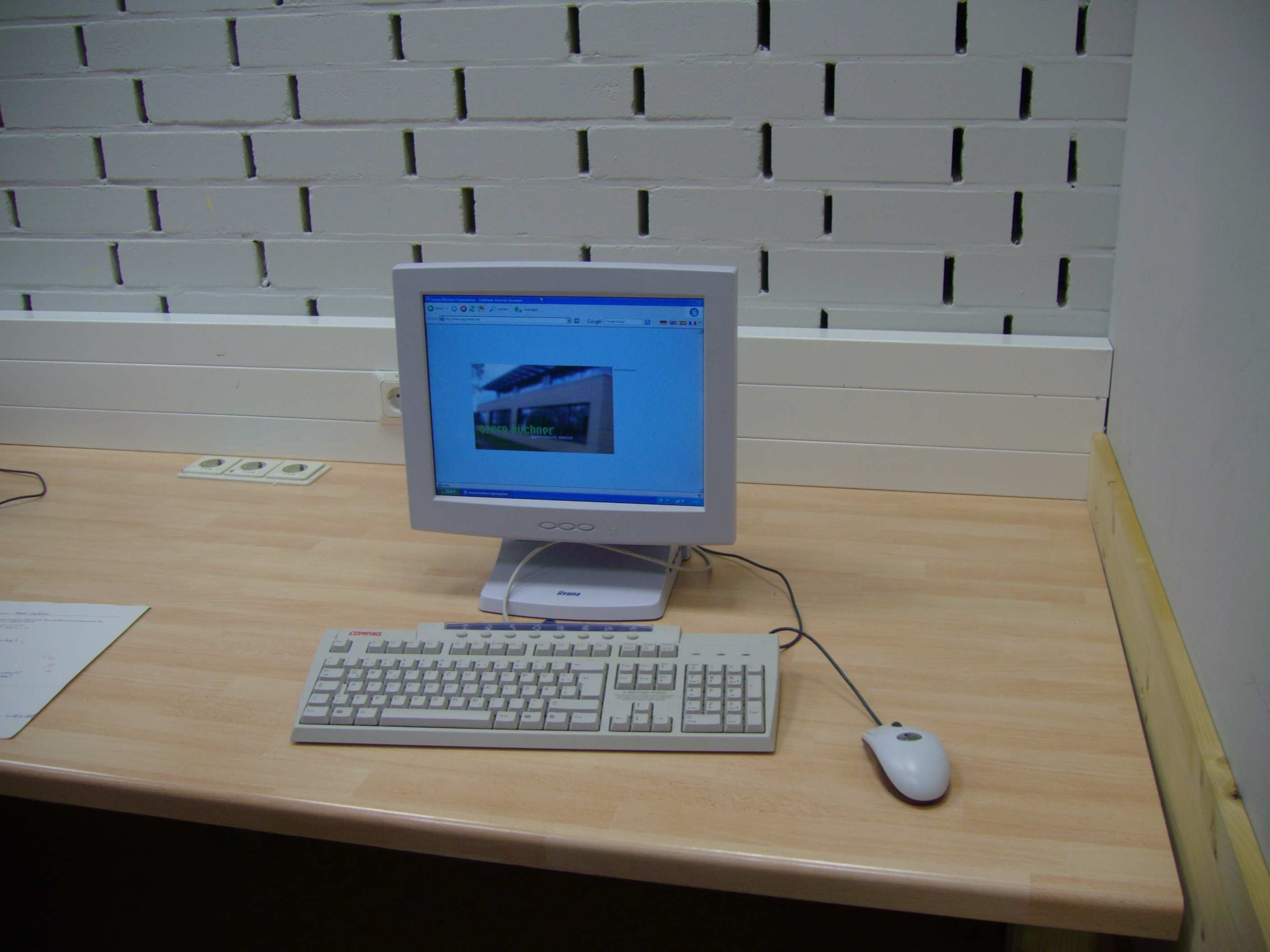
Antiga pantalla d'ordinador Iiyama

Va ser fundada el 1972 per Kazuro Katsuyama sota el nom d'IIYAMA Electric Corporation a la ciutat d'Iiyama, al nord de la prefectura de Nagano, a la regió de regió de Chūbu, Japó. Durant els seus inicis, va fabricaba peces per a la fàbrica de Mitsubishi que tenia a la prefectura de Nagano. El 1976, va començar a produir els seus propis televisors en blanc i negre i tres anys més tard, en color. Amb l'entrada dels ordinadors a les llars, l'empresa va passar a centrar-se en la fabricació de monitors i altres perifèrics, segment que es convertiria en el puntal des de llavors. El 2006 va començar a formar part del grup d'empreses japonès MCJ, movent la seva seu central a Tòquio. En la dècada de 1990, va començar la seva internacionalització, començant pels Estats Units i Europa Occidental. El 2017, va entrar en els mercats de Portugal i Espanya de la mà de la multinacional Tech Data.